# Amblyseius alpigenus
Amblyseius alpigenus är en spindeldjursart som beskrevs av Wu 1987. Amblyseius alpigenus ingår i släktet Amblyseius och familjen Phytoseiidae. Inga underarter finns listade i Catalogue of Life.